# Genaro Estrada

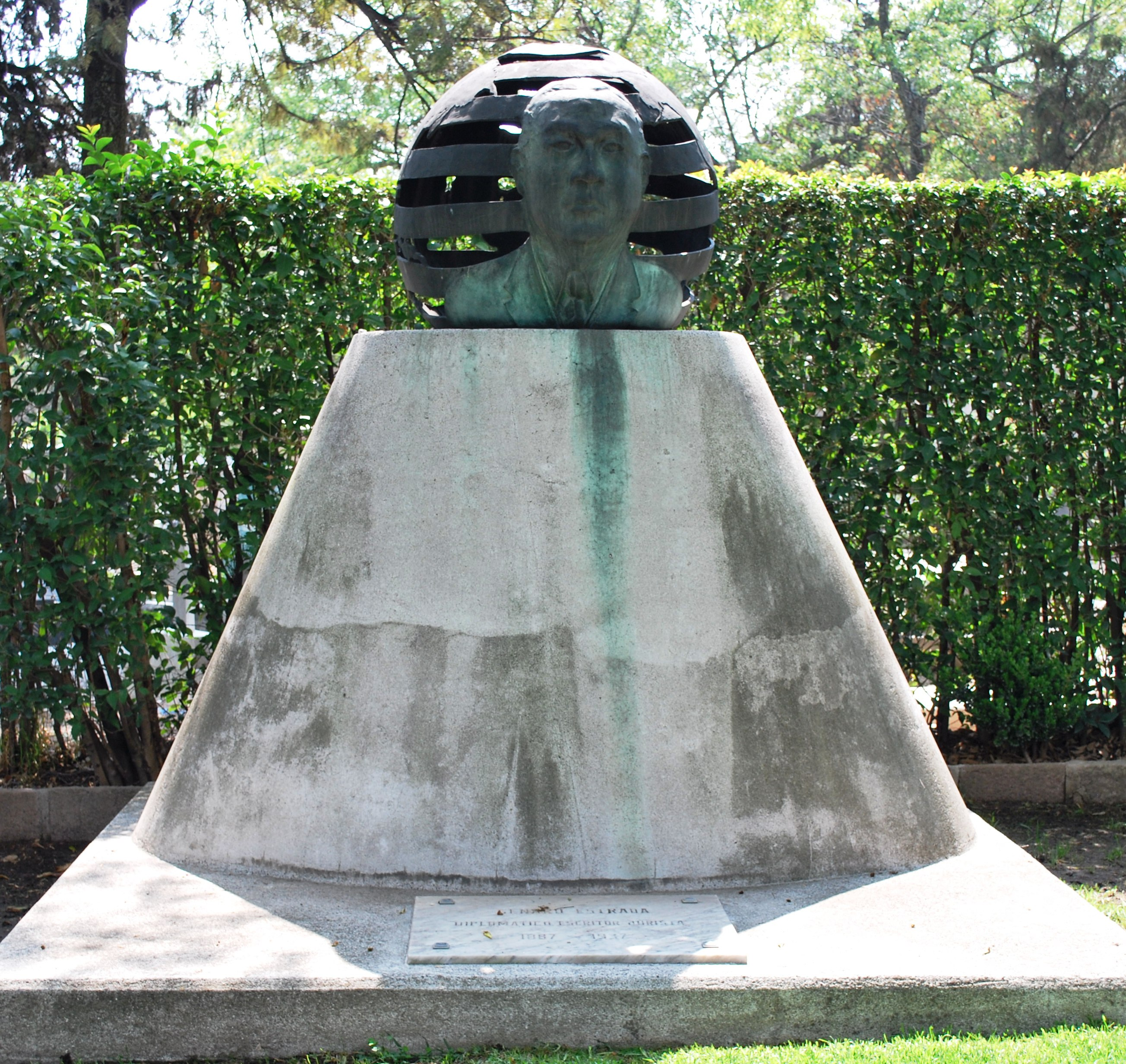
Sepulcro de Estrada en la Rotonda de las Personas Ilustres.

Genaro Estrada Félix (Mazatlán, Sinaloa; 2 de junio de 1887-Ciudad de México, 29 de septiembre de 1937) fue un escritor, periodista, historiador, diplomático, bibliógrafo, coleccionista y funcionario mexicano. Se desempeñó como secretario de Relaciones Exteriores entre 1928 y 1932. En 1930, formuló la Doctrina Mexicana, más conocida como doctrina Estrada. Su nombre está inscrito en el Muro de Honor de la  Cámara de Diputados del Congreso de la Unión.  

## Primeros años
Genaro Estrada nació en Mazatlán. Sus padres fueron Genaro Estrada y Haro y Concepción Félix y Osuna. Meses antes de su nacimiento, su padre fue asesinado en un asalto callejero. Sus primeros años los pasó entre Mazatlán y  El Rosario, bajo la tutela de su familia materna. En 1899 ingresó al Colegio Rosales de Culiacán, donde se interesó por la literatura. Entre 1904 y 1905 comenzó a estudiar la carrera de Derecho en la misma institución, pero no pudo concluirla por dificultades económicas.

## Incursión en el periodismo
En la imprenta de Faustino Díaz, su tío político, Estrada aprendió tipografía y a redactar gacetillas. A partir de 1907, colaboró en diferentes periódicos estatales como El Monitor de Sinaloa. En 1911 se convirtió en director de El Diario del Pacífico, publicación que se distinguió por su posicionamiento  antimaderista. Durante estos años conoció al poeta Enrique González Martínez, quien dirigía la revista  Arte en Mocorito, junto al escritor y gobernador Sixto Osuna. Asimismo, se desempeñó como regidor honorario del Ayuntamiento de Culiacán. 

Ante la incertidumbre que produjo la renuncia de Porfirio Díaz en mayo de 1911, Estrada pasó algunos meses en Los Ángeles. En septiembre de 1911, se trasladó a la Ciudad de México por invitación de González Martínez, con quien fundó la efímera revista  Argos en 1912. En la capital del país, también se dedicó a escribir reportajes y crónicas de teatro para  El Diario. Durante los levantamientos  zapatistas de 1912, se desempeñó por un breve periodo como corresponsal de guerra en  Morelos. Después, trabajó en el periódico  El Mañana, donde escribió textos políticos en contra del gobierno de Francisco I. Madero. A lo largo de la década de 1910, colaboró en numerosas publicaciones de la época como Pegaso y Revista de Revistas, en las que publicó textos sobre literatura e historia.

## Trayectoria literaria
Durante la década de 1910, Genaro Estrada frecuentó las tertulias literarias de Enrique González, en las que concurrían poetas e intelectuales que permanecieron en el país durante la  Revolución. Gracias a este contacto con escritores, Estrada profundizó sus conocimientos sobre literatura y realizó sus primeros ensayos literarios. En 1916, publicó la antología de Poetas nuevos de México y después continuó sus colaboraciones en revistas literarias como La Nave, Pegaso y  México Moderno, todas ellas dirigidas por González Martínez.
En 1913, luego de los sucesos de la Decena Trágica y del ascenso al poder de Victoriano Huerta, obtuvo un puesto como profesor en la Escuela Nacional Preparatoria. En esta institución, se relacionó con escritores que pertenecieron al Ateneo de la Juventud y que también frecuentaban las tertulias de González Martínez. Entre ellos destacan Julio Torri, Jesús T. Acevedo y Mariano Silva y Aceves, con quienes compartía el interés por el poema en prosa y por el estudio de la época  colonial. Así, en 1921 publicó el Visionario de la Nueva España, un libro de poemas en prosa ambientado en la Colonia, en el que imita el Gaspard de la nuit de Aloysius Bertrand.
Estrada no pudo dedicarse por completo a la literatura, debido a sus actividades como funcionario en la  secretaría de Relaciones Exteriores. A pesar de ello, su amistad con Alfonso Reyes lo estimuló a continuar escribiendo textos literarios. En 1926 publicó la novela Pero Galín, su obra más conocida, en la que  parodió la literatura colonialista, cuyo principal representante era Artemio de Valle Arizpe.
Gracias a su trabajo como diplomático, en España conoció y frecuentó a algunos de los poetas de la generación del 27. Bajo la influencia de autores como Federico García Lorca, publicó cuatro poemarios: Crucero (1928), Escalera (1929), Paso a nivel (1933) y Senderillos a ras (1934). A la par de su actividad poética, Estrada fue mecenas de escritores y artistas mexicanos, desde la secretaría de Relaciones Exteriores. Destaca en particular su financiamiento a la revista  Contemporáneos. Durante sus últimos años de vida, apoyó a escritores jóvenes de la generación de  Taller, como Efraín Huerta.
Tras es estallido de la Guerra Civil Española, Estrada invitó a Ramón Menéndez Pidal, Juan Ramón Jiménez, Ramón Gómez de la Serna y a José Moreno Villa a que se asentaran en México. Sólo consiguió traer a este último, quien dejó constancia de la generosidad de Estrada con los exiliados españoles en su autobiografía Vida en claro (1944).

## Trabajos como bibliógrafo e historiador
Después de su llegada a la Ciudad de México, entre 1913 y 1917 Genaro Estrada estudió historia de México en el  Museo Nacional, bajo la tutela del bibliófilo y erudito Genaro García, al mismo tiempo que frecuentaba las tertulias literarias de Enrique González Martínez. En el Museo Nacional, conoció y se relacionó con destacados historiadores como Luis González Obregón, Juan B. Iguíniz y Manuel Romero de Terreros. Por influencia de Genaro García, se especializó en el estudio de la historia documental de la Colonia. Así pues, muchas de sus investigaciones históricas trataron sobre la época de los virreyes y sobre la historia de su estado natal, Sinaloa. Su formación como historiador también influyó en su obra literaria, puesto que en sus libros Visionario de la Nueva España y Pero Galín parodió a autores colonialistas, como Artemio de Valle Arizpe, quienes hacían una representación idealizada de la época Colonial.
Estrada formó parte de la Academia Mexicana de la Historia, donde ocupó el sillón 12 de 1919 a 1937. Gracias a su posición en la secretaría de Relaciones Exteriores, pudo financiar diversos proyectos de investigación sobre la historia de México. En 1923 fundó el Archivo Histórico Diplomático y al año siguiente promovió el proyecto de las Monografías bibliográficas mexicanas. 
Estrada fue secretario general de la Sociedad Mexicana de Geografía y Estadística y presidente de la Academia Mexicana de Derecho Internacional. Como bibliófilo, publicó de forma póstuma la obra Apuntes para la historia de Sinaloa, de Eustaquio Buelna; localizó y difundió fuentes documentales para la historia social y literaria de México, a la manera de Francisco Sosa Escalante y Joaquín García Icazbalceta.
También fue profesor de la Universidad Nacional Autónoma de México y miembro correspondiente de la Academia Mexicana de la Lengua.

## Carrera política
Genaro Estrada ingresó a la burocracia mexicana a finales de 1917, cuando Alberto J. Pani lo designó jefe de publicaciones de la Secretaría de Industria y de Comercio. Dos años más tarde, Plutarco Elías Calles, al reparar en su eficiencia y disciplina, lo ascendió a jefe de Departamento Administrativo en la misma dependencia.
Luego del triunfo de la rebelión de Agua Prieta en 1920, Estrada continuó colaborando en el gobierno de Álvaro Obregón. En 1921, hizo un primer viaje a Europa para supervisar la instalación del pabellón mexicano en la Feria Internacional de Milán. A su regreso al país, Alberto J. Pani, secretario de Relaciones Exteriores en ese momento, lo invitó a ocupar el cargo de Oficial Mayor. En este nuevo puesto, se encargó de organizar el archivo histórico de la Secretaría. Así pues, en 1924 fundó el Archivo Histórico Diplomático. Como funcionario de Relaciones Exteriores, formó parte del equipo que negoció los Tratados de Bucareli en 1923.
Tras la llegada de Plutarco Elías Calles a la presidencia, Estrada se mantuvo en el mismo puesto y dedicó su gestión a apoyar la reforma agraria de Calles, que contemplaba la modernización del campo mexicano, así como su reforma a la educación. A raíz de un viaje que hizo a Estados Unidos a finales de 1925, Estrada también denunció la representación antimexicana en el cine hollywoodense. Después del estallido de la Guerra Cristera, hizo gestiones para promover la imagen de México en el extranjero, como un país moderno y estable.
En 1927  Aarón Sáenz renunció a su puesto como secretario de Relaciones Exteriores, por lo que Estrada ascendió a subsecretario encargado de despacho. Un año más tarde, el presidente interino Emilio Portes Gil lo nombró oficialmente secretario de Relaciones Exteriores, cargo en el que se mantuvo hasta enero de 1932, cuando presentó su renuncia a Pascual Ortiz Rubio. A lo largo de este último año, fungió como embajador de España y ministro plenipotenciario en Portugal. En 1933, fue nombrado embajador en Turquía.
Luego de una serie de golpes de estado en  República Dominicana,  Perú y  Argentina, el 27 de septiembre de 1930 formuló la llamada doctrina Estrada, en la que se estipula el principio de la autodeterminación de los pueblos y se rechaza el intervencionismo extranjero. Esta doctrina estuvo motivada por las coerciones de los Estados Unidos a los estados latinoamericanos que cambiaban de forma de gobierno, puesto que los estadounidenses condicionaban su reconocimiento a las nuevas clases gobernantes.

## Vida personal
Del lado materno, estaba emparentado con el poeta José Juan Tablada, pues ambos descendía de los Osuna, una familia de rancheros de La Noria, poblado cercano a Mazatlán. Desde su adolescencia, Estrada se interesó por la literatura. Mientras estudiaba en el Colegio Rosales, ganó un certamen poético por un canto laudatorio a Antonio Rosales. 
Después del estallido de la Revolución Mexicana, se convirtió en un crítico de Francisco I. Madero. Por su cercanía con los intelectuales que apoyaron a Victoriano Huerta, en 1913 obtuvo un puesto como secretario en la Escuela Nacional Preparatoria. A pesar de los cambios de régimen, ingresó a la Secretaría de Industria y Comercio, durante el gobierno de Venustiano Carranza. Al ser un funcionario disciplinado y eficiente, logró escalar puestos en la política mexicana durante los siguientes gobiernos revolucionarios, hasta convertirse en secretario de Relaciones Exteriores en 1928. 
Desde su llegada a la Ciudad de México, Genaro Estrada se convirtió en un coleccionista de libros raros y piezas de arte. En su novela Pero Galín, dio cuenta de sus aficiones como coleccionista puesto que satirizó a los vendedores y compradores de antigüedades del Mercado del Volador. En su casa de Lomas de Chapultepec, reunió una de las colecciones de arte y de libros más importantes de México. 
A la par de sus aficiones como coleccionista, se convirtió en un mecenas de escritores y artistas. Además de su ya mencionado patrocinio a la revista Contemporáneos, desde los diferentes puestos que ocupó en la Secretaría de Relaciones Exteriores, hizo gestiones para que intelectuales como Alfonso Reyes y José Juan Tablada colaboraran en diversas misiones diplomáticas. Por su carácter afable y su complexión robusta, sus amigos lo llamaban cariñosamente "el Gordo".
En 1930 contrajo matrimonio con Consuelo Nieto, hija del político potosino Rafael Nieto. En 1933, nació su hija Paloma en Madrid. Tras la muerte de Estrada en 1937, el escritor y pintor español José Moreno Villa se casó con su viuda.

## Muerte
Estrada comenzó a padecer  problemas de salud, mientras fungía como embajador en Europa, por lo que regresó a México en 1934. Con la esperanza de aminorar sus afecciones cardíacas, en 1936 decidió trasladarse a Cuernavaca, pero su salud no mejoró. A pesar de ello, continuó escribiendo y se mantuvo al tanto de la actividad literaria y artística de México. Asimismo, hizo gestiones para facilitar el exilio español en México.
Sus últimos meses de vida los pasó en compañía de José Moreno Villa, quien llegó a México gracias a la ayuda de Estrada. El 28 de septiembre de 1937, Estrada, que ya había perdido la vista, sufrió una caída y falleció al día siguiente. Su muerte causó conmoción nacional y en los periódicos nacionales se publicaron numerosas notas en su honor.
En 1973, fue declarado Hijo predilecto del estado de Sinaloa y, en 1977, sus restos se trasladaron a la Rotonda de las Personas Ilustres.El 24 de octubre de 1996, su nombre se inscribió en letras de oro en la Cámara de Diputados del Congreso de la Unión.

## Obras
- (ed.): Poetas nuevos de México. Antología con noticias biográficas, críticas y bibliográficas, Ediciones Porrúa, México, 1916. 338 pp.
- Visionario de la Nueva España. Fantasías mexicanas, Ediciones México Moderno, México, 1921. 192 pp. / 2a. edición: Colección Popular 27, Departamento del Distrito Federal, México, 1975. 132 pp. / 3a. edición: Universidad Autónoma de Sinaloa, Culiacán, 1987. 200 pp. / 4a. edición: Academia Mexicana de la Lengua, México, 2018. 140 pp.
- (ed.): Las relaciones entre México y Perú. La misión de Corpancho, Archivo Histórico Diplomático Mexicano 4, Secretaría de Relaciones Exteriores, México, 1923. 227 pp. / 2a. edición: Ediciones Porrúa, México, 1971. 227 pp.
- (ed.) BUELNA, Eustaquio: Apuntes para la historia de Sinaloa, 1821-1882, Secretaría de Educación Pública, México, 1924. 230 pp. / 2a. edición: Universidad Autónoma de Sinaloa, Culiacán, 1966. 250 pp.
- Bibliografía de Amado Nervo, Monografías Bibliográficas Mexicanas 1, Secretaría de Relaciones Exteriores, México, 1925. 36 pp.
- (ed.): Diario de un escribiente de legación. Por Joaquín Moreno, oficial de las legaciones de México en París y Roma (1833-1836), Archivo Histórico Diplomático Mexicano 16, Secretaría de Relaciones Exteriores, México, 1925. 286 pp. / 2a. edición: Ediciones Porrúa, México, 1971. 286 pp.
- Pero Galín, Editorial Cvltvra, México, 1926. 265 pp. / 2a. edición: Instituto Nacional de Bellas Artes, México, 1967. 117 pp. / 3a. edición: Lecturas Mexicanas 24 Tercera Serie, CONACULTA, México, 1990. 76 pp. / 4a. edición: Editorial Planeta, México, 2014. 200 pp.
- Crucero. Poemas, Editorial Cvltvra, México, 1928. 88 pp.
- (ed.): Don Juan Prim y su labor diplomática en México, Archivo Histórico Diplomático Mexicano 25, Secretaría de Relaciones Exteriores, México, 1928. 251 pp.
- Episodios de la diplomacia en México. Primera serie, Secretaría de Relaciones Exteriores, México, 1928. 111 pp.
- (ed.): Las memorias diplomáticas de Mr. Foster sobre México, Archivo Histórico Diplomático Mexicano 29, Secretaría de Relaciones Exteriores, México, 1929. 143 pp. / 2a. edición: Ediciones Porrúa, México, 1971. 143 pp.
- Escalera (Tocata y fuga), Ediciones del Murciélago, México, 1929. 72 pp.
- Las tablas de la conquista de México en las colecciones de Madrid, Cuadernos Mexicanos de la Embajada de México en Madrid 5, Madrid, 1933.
- Paso a nivel, Ediciones Héroe, Madrid, 1933. 74 pp.
- Las figuras mexicanas de cera en el Museo Arqueológico de Madrid, Cuadernos Mexicanos de la Embajada de México en Madrid 10, Madrid, 1934. 12 pp.
- Senderillos a ras, Bécquer, Madrid, 1934. 54 pp.
- 200 notas de bibliografía mexicana, Monografías Bibliográficas Mexicanas 31, Secretaría de Relaciones Exteriores, México, 1935. 123 pp.
- (ed.): Algunos papeles para la historia de las bellas artes en México, edición privada, México, 1935. 86 pp.
- Genio y figura de Picasso, edición privada, México, 1936. 60 pp.
- (ed.): AJOFRÍN, Francisco de: Diario del viaje que hicimos a México fray Francisco de Ajofrín y fray Fermín de Olite, capuchinos, Biblioteca Histórica Mexicana de Obras Inéditas 1, Antigua Librería Robredo, de José Porrúa e hijos, México, 1936. 32 pp.
- (ed.): VILLARROEL, Hipólito: Enfermedades políticas que padece la capital de esta Nueva España en casi todos los cuerpos de que se compone y remedios que se le deben aplicar para su curación si se quiere que sea útil al Rey y al público, Bibliófilos Mexicanos, México, 1937. 492 pp. / 2a. edición: Miguel Ángel Porrúa, México, 1979. 518 pp. / 3a. edición: Miguel Ángel Porrúa, México, 1982. 518 pp. / 4a. edición: Miguel Ángel Porrúa, México, 1999. 326 pp.
- El arte mexicano en España, Porrúa Hnos. y Cía., México, 1937. 62 pp.
- La doctrina Monroe y el fracaso de una conferencia panamericana en México, Biblioteca Histórica Mexicana de Obras Inéditas 6, Antigua Librería Robredo, de José Porrúa e hijos, México, 1937. 98 pp.
- (ed.): OROZCO y BERRA, Manuel: Historia de la dominación española en México, 4 vols., Biblioteca Histórica Mexicana de Obras Inéditas 8, Antigua Librería Robredo, de José Porrúa e hijos, México, 1938. 283, 262, 263 y 235 pp. respectivamente.
- Bibliografía de Goya, La Casa de España en México, México, 1940. 111 pp.
- Nuevas notas de bibliografía mexicana, Monografías Bibliográficas Mexicanas 6, Segunda Serie, Secretaría de Relaciones Exteriores, México, 1954. 89 pp.